# Europarlamentari dei Paesi Bassi della VIII legislatura
Gli europarlamentari dei Paesi Bassi della VIII legislatura, eletti in occasione delle elezioni europee del 2014, sono stati i seguenti.

## Composizione storica
| Europarlamentare             | Lista                                           | Gruppo    |
| ---------------------------- | ----------------------------------------------- | --------- |
| Johannes Cornelis Van Baalen | Partito Popolare per la Libertà e la Democrazia | ALDE      |
| Bas Belder                   | Partito Politico Riformato                      | ECR       |
| Wim Van De Camp              | Appello Cristiano Democratico                   | PPE       |
| Peter Van Dalen              | Unione Cristiana                                | ECR       |
| Bas Eickhout                 | Sinistra Verde                                  | Verdi/ALE |
| Gerben-Jan Gerbrandy         | Democratici 66                                  | ALDE      |
| Marcel De Graaff             | Partito per la Libertà                          | NI        |
| Anja Hazekamp                | Partito per gli Animali                         | GUE/NGL   |
| Jan Huitema                  | Partito Popolare per la Libertà e la Democrazia | ALDE      |
| Sophia In 'T Veld            | Democratici 66                                  | ALDE      |
| Hans Jansen                  | Partito per la Libertà                          | NI        |
| Dennis De Jong               | Partito Socialista                              | GUE/NGL   |
| Agnes Jongerius              | Partito del Lavoro                              | S&D       |
| Esther De Lange              | Appello Cristiano Democratico                   | PPE       |
| Jeroen Lenaers               | Appello Cristiano Democratico                   | PPE       |
| Vicky Maeijer                | Partito per la Libertà                          | NI        |
| Matthijs Van Miltenburg      | Democratici 66                                  | ALDE      |
| Anne-Marie Mineur            | Partito Socialista                              | GUE/NGL   |
| Cora Van Nieuwenhuizen       | Partito Popolare per la Libertà e la Democrazia | ALDE      |
| Lambert Van Nistelrooij      | Appello Cristiano Democratico                   | PPE       |
| Kati Piri                    | Partito del Lavoro                              | S&D       |
| Judith Sargentini            | Sinistra Verde                                  | Verdi/ALE |
| Marietje Schaake             | Democratici 66                                  | ALDE      |
| Annie Schreijer-Pierik       | Appello Cristiano Democratico                   | PPE       |
| Olaf Stuger                  | Partito per la Libertà                          | NI        |
| Paul Tang                    | Partito del Lavoro                              | S&D       |

## Modifiche intervenute

### Partito per la Libertà
- In data 01.09.2015 a Hans Jansen subentra Auke Zijlstra.
- In data 13.06.2017 a Vicky Maeijer subentra André Elissen.

### Partito Popolare per la Libertà e la Democrazia
- In data 14.11.2017 a Cora Van Nieuwenhuizen subentra Caroline Nagtegaal.